# Paul Néri (cyclisme)
Pour les articles homonymes, voir Paul Néri.
Paul Néri, né le 26 mars 1917 à Reggio de Calabre sous le nom de Faldutto et mort le 28 janvier 1979 à Marseille, est un coureur cycliste italien, courant depuis 1938 en France sous le nom de Paul Néri, naturalisé français le 5 août 1955. Il devient professionnel en 1944 et le reste jusqu'en 1951. Il remporte cinq victoires. Il est champion de France des amateurs en 1942. Personne ne sait alors qu'il était encore italien. Il a donc conservé son titre. En revanche, en 1947 après avoir remporté l'épreuve des championnats de France, Antonin Magne porte réclamation auprès de l'organisation sur le fait que le vainqueur ne serait pas Français mais Italien. Un journaliste mène l'enquête et découvre qu'effectivement Paul Néri n'est pas naturalisé Français ce que l'interressé lui-même déclare ignorer. L'épreuve des championnats de France sur route est recourue et remportée par Émile Idée.

## Palmarès
- 1941
  - Marseille-Toulon-Marseille
  - 3e du Tour du Vaucluse
- 1942
  -  Champion de France sur route amateurs
  - 2e de Marseille-Toulon-Marseille
- 1943
  - 2e de Nice-Mont Agel
- 1944
  - Marseille-Toulon-Marseille
- 1945
  - Grand Prix d'Issoire
  - 2e du Circuit des villes d'eaux d'Auvergne
- 1946
  - Paris-Camembert
  - Grand Prix de Cannes
  - Grand Prix du Débarquement Sud
  - 2e du Circuit des Alpes
- 1947
  - 3e du Grand Prix de Nice
- 1948
  - Ronde d'Aix-en-Provence
  - 2e du Circuit du Ventoux
  - 2e du Grand Prix de Cannes
  - 2e du Grand Prix d'Issoire
  - 3e du Grand Prix de l'Équipe (contre-la-montre par équipes)
  - 3e du Tour des Quatre Cantons
- 1949
  - Grand Prix de Nice
  - 2e de Paris-Tours
- 1951
  - 2e du Grand Prix du comptoir des tissus

## Résultats sur le Tour de France
4 participations
- 1947 : abandon (3e étape)
- 1948 : 37e
- 1949 : éliminé (2e étape)
- 1950 : abandon (4e étape)